# Barberino di Mugello
Barberino di Mugello is een gemeente in de Italiaanse provincie Florence (regio Toscane) en telt 10.461 inwoners (31-12-2011). De oppervlakte bedraagt 133,7 km², de bevolkingsdichtheid is 76 inwoners per km².
De volgende frazioni maken deel uit van de gemeente: Cavallina (2500 abitanti circa), Galliano, Montecarelli, Latera.

## Demografie
Barberino di Mugello telt ongeveer 3975 huishoudens. Het aantal inwoners steeg in de periode 1991-2001 met 9,1% volgens cijfers uit de tienjaarlijkse volkstellingen van ISTAT.
| Jaar | Inwoneraantal |
| ---- | ------------- |
| 1991 | 8739          |
| 2001 | 9531          |

## Geografie
De gemeente ligt op ongeveer 270 m boven zeeniveau.
Barberino di Mugello grenst aan de volgende gemeenten: Calenzano, Cantagallo (PO), Castiglione dei Pepoli (BO), Firenzuola, San Piero a Sieve, Scarperia, Vaiano (PO), Vernio (PO).
De Sieve ontspringt in de gemeente.

## Geboren
- Gastone Nencini (1930-1980), voormalig wielrenner
- Stefano Braschi (1957), voetbalscheidsrechter

## Externe link

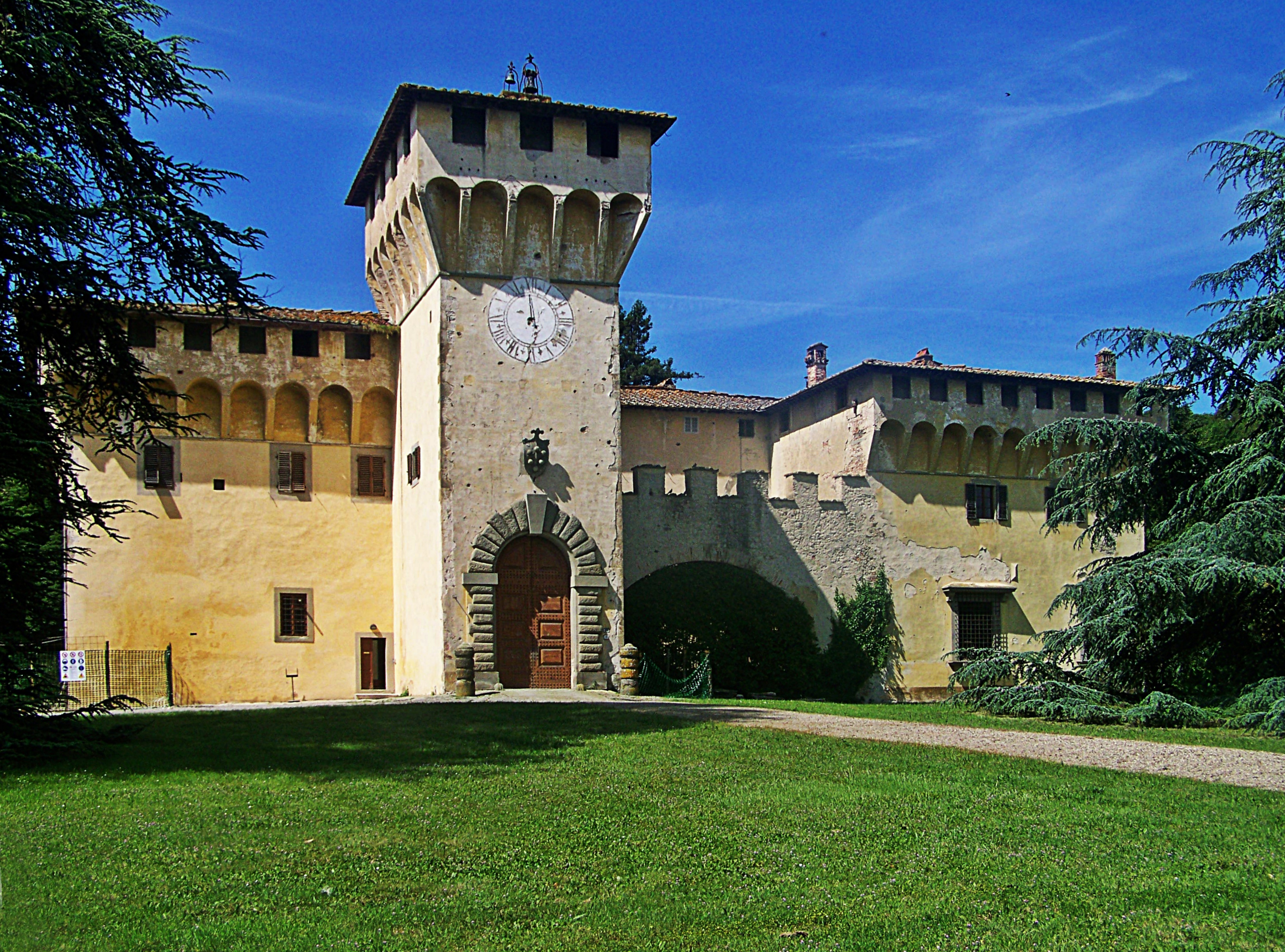
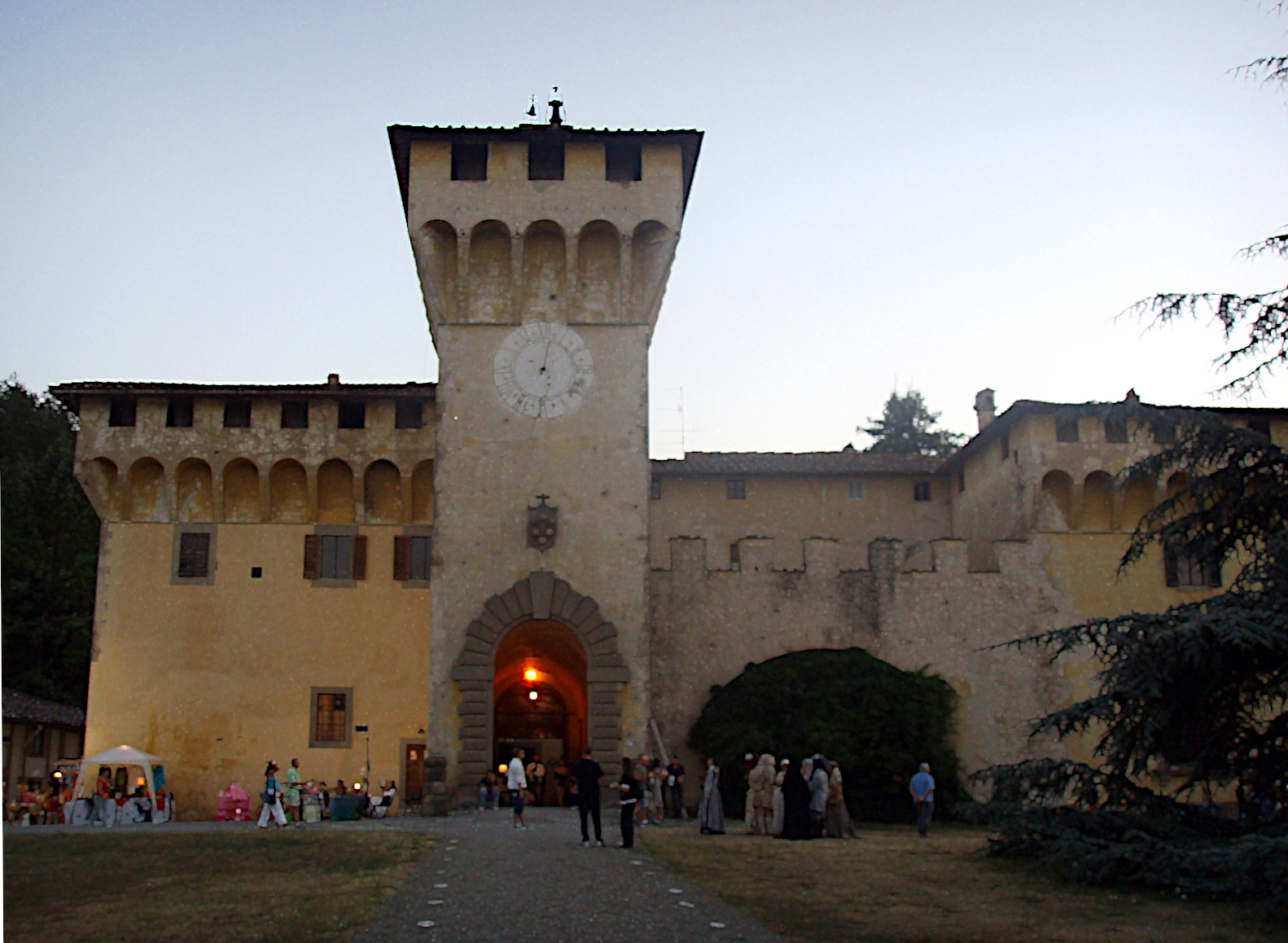
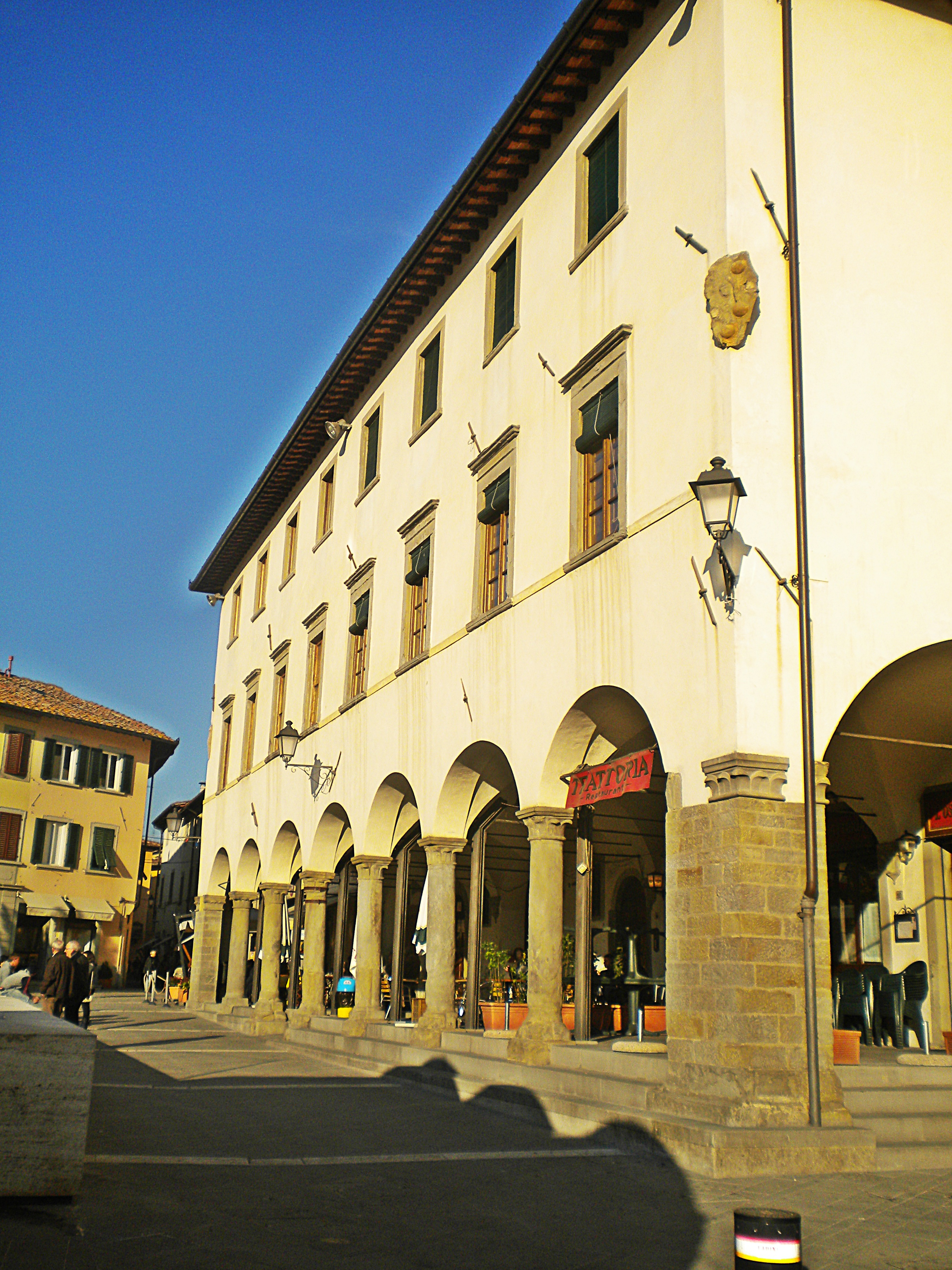
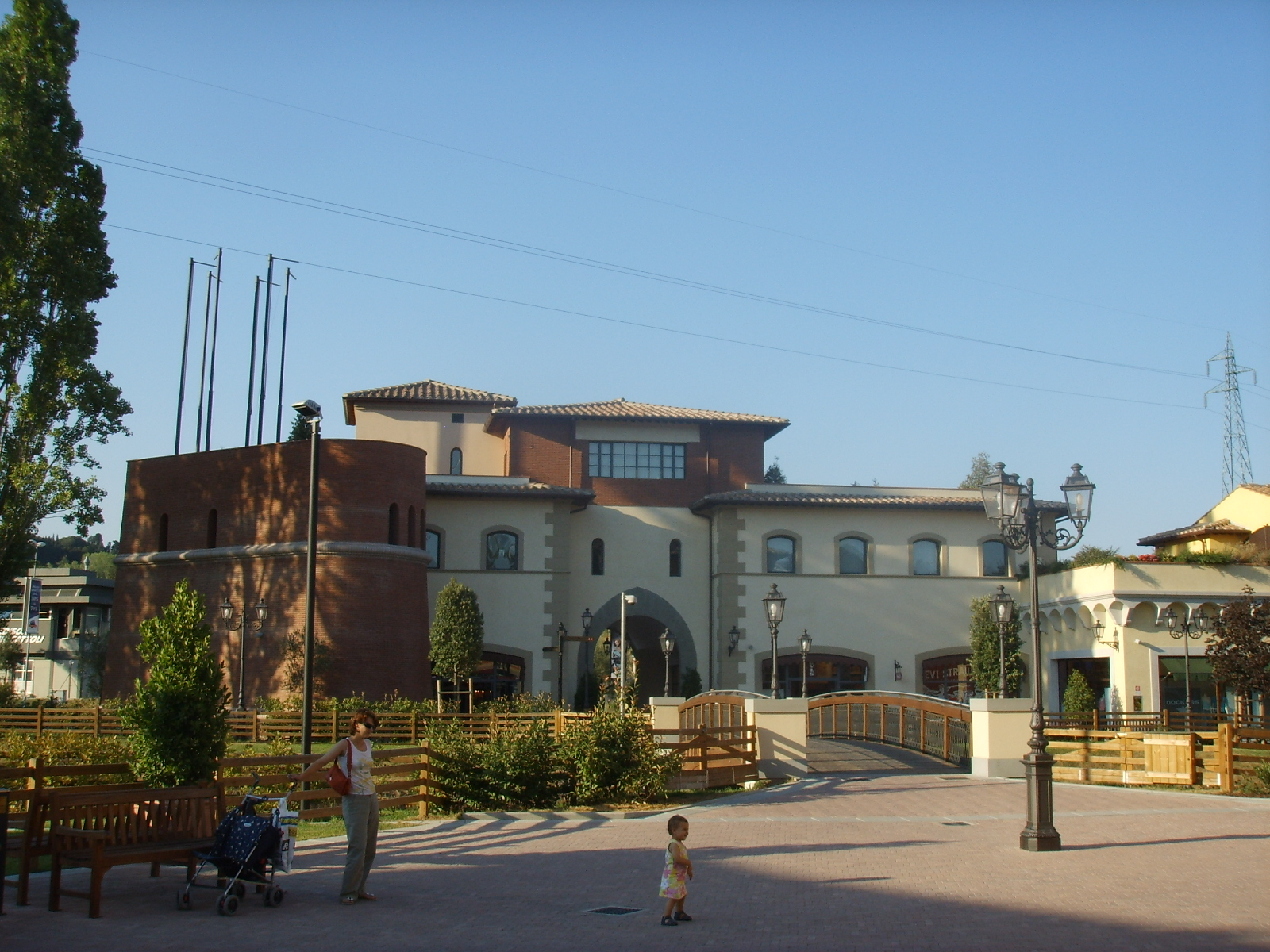